# Johan Danckerts
Pour les articles homonymes, voir Danckerts.
Johan Danckerts (c. 1616 - 19 octobre 1686) est un graveur et peintre néerlandais.

## Biographie

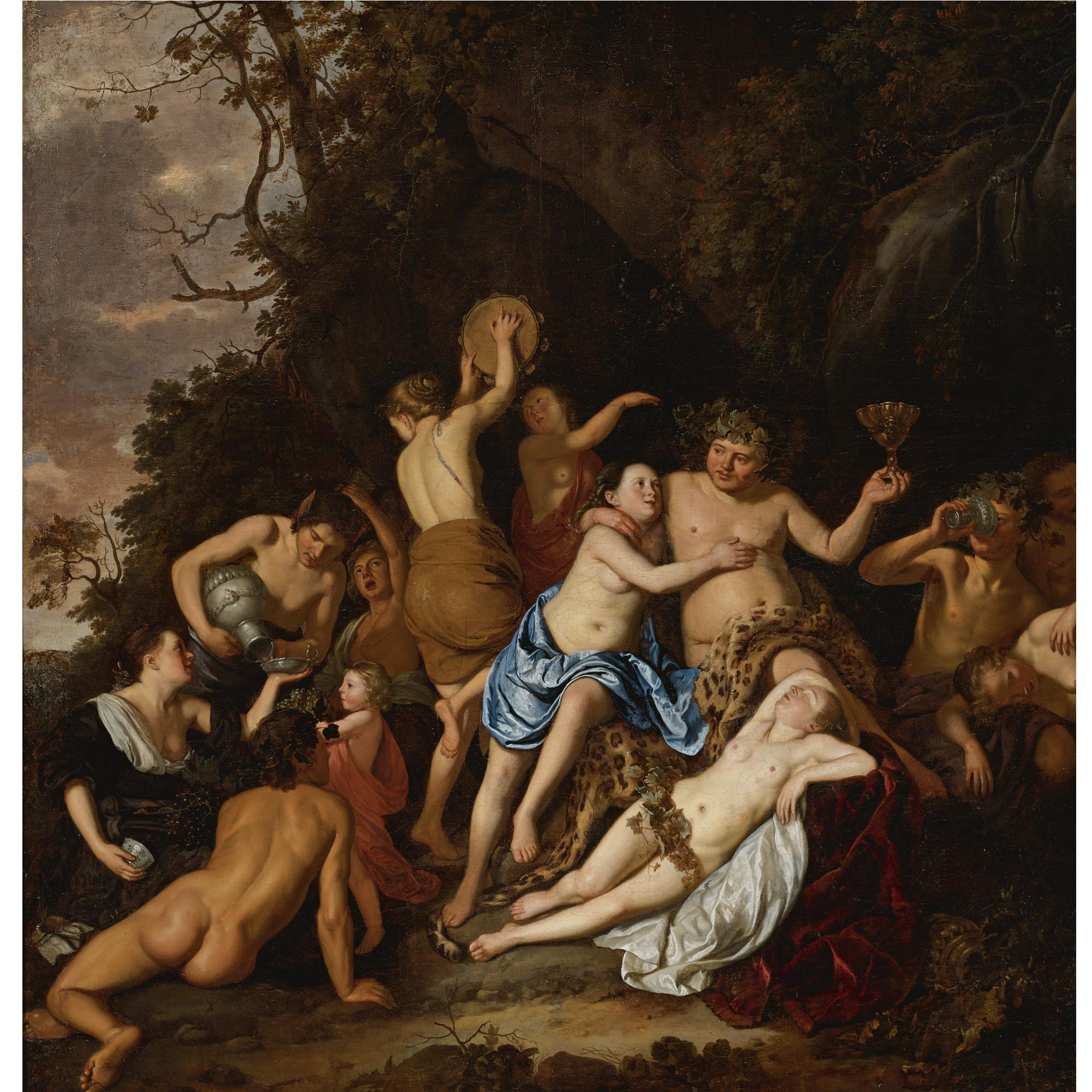
Une Bacchanale, basée sur l'œuvre de Titien, La Bacchanale des Andriens.

Né à La Haye, Danckerts entre dans la Guilde de Saint-Luc de La Haye et de laquelle il devient doyen de 1650 à 1652. En 1653, il s'installe à Rome d'où il travaille jusqu'en 1658. Il déménage ensuite en Angleterre durant 18 ans avant de passer les dernières années de sa vie à Amsterdam et Haarlem.
Il se spécialise dans la peinture de sujet historique et de portraits, dont plusieurs esquisses que Wenceslas Hollar gravent pour le recueil Juvenal de Robert Stapylton (en). Hollar fait aussi une gravure d'après ses œuvres pour la critique biblique de John Price.
Johan est le frère aîné du peintre et graveur Hendrick Danckerts.